# セレステ・プラク
セレステ・プラク（Celeste Plak、1995年10月26日 - ）は、オランダの女子バレーボール選手。オランダ代表。

## 来歴
2013年、オランダ代表に初選出される。同年6月の日本との親善試合で代表デビューし、FIVBワールドグランプリではエースとして活躍した。2014年、世界選手権ではチームトップの得点をあげる活躍を見せた。2015年10月の欧州選手権で銀メダルを、2016年7月のワールドグランプリでは銅メダルを獲得した。20年ぶりの五輪となったリオ五輪では4位となった。
2014-15シーズンよりイタリアセリアAの強豪ベルガモに移籍し、2シーズン活躍した。2016-17シーズンよりAGIL Volleyに加入し、3年間プレーした。
2021年7月15日、ヴィクトリーナ姫路公式サイトにてセレステの入団が発表された。
2023年、2022-23シーズンをもってヴィクトリーナ姫路を退団した。

## 人物・エピソード
- スリナムの血を引いている [7]。
- 弟のファビアン・プラクはオランダ男子バレーボール代表選手。

## 球歴
- オリンピック - 2016年
- 世界選手権 - 2014年、2018年、2022年
- ワールドカップ - 2019年
- 欧州選手権 - 2013年、2015年、2017年、2019年、2021年
- ワールドグランプリ - 2013年、2014年、2015年、2016年、2017年
- ネーションズリーグ - 2018年、2019年、2021年、2022年

## 所属クラブ
- VV Alterno（2013-2014年）
- ベルガモ（2014-2016年）
- AGILバレー（2016-2019年）
- Aydın Büyükşehir Belediyespor（2019-2020年）
- ヴィクトリーナ姫路（2021-2023年）
- ローマ・バレークラブ（2023年）
- ベシクタシュ（2023-2024年）
- ジェルダウ・ミナス（2024年-）